# Скидан Руслан Віталійович
Руслан Віталійович Скидан (нар. 29 червня 2001, Одеса, Україна) — український футболіст, правий вінґер київської «Оболоні».

## Життєпис
Народився в Одесі. У ДЮФЛУ з 2014 по 2018 рік виступав за ДЮСШ-11 (Одеса) та «Динамо» (Київ).
Напередодні старту сезону 2018/19 років переведений до юнацької команди «Динамо». Проте в команді основним гравцем не став, зіграв 3 матчі та відзначився 1 голом. Напередодні старту наступного сезону перейшов до «Зорі», де протягом півтора сезонів виступав за юнацьку та молодіжну команди луганчан.
15 січня 2021 року підписав контракт з «Оболонню», який було розраховано до літа 2022 року. У футболці столичного клубу дебютував 31 липня 2021 року в переможному (3:0) домашньому поєдинку 19-го туру Першої ліги України проти кременчуцького «Кременя». Руслан вийшов на поле на 71-ій хвилині, замінивши Олексія Щебетуна. Дебютним голом у дорослому футболі відзначився 1 травня 2021 року на 26-ій хвилині переможного (2:1) виїзному поєдинку 20-го туру групи А Другої ліги України між «Оболонню-2» та «Рубікона» (Київ). Скидан вийшов на поле в стартовому складі, на 84-ій хвилині отримав жовту картку, а на 86-ій хвилині його замінив Владислава Улянченка.